# Paul Baer (Verwaltungsbeamter)
Paul Baer (* 1. Januar 1882 in Friedenweiler; † 23. Oktober 1957 in Rastatt) war ein deutscher Verwaltungsbeamter.

## Leben
Baers Vater war Hotelier von Beruf. Er selbst studierte Jura u. a. in Freiburg i. Br. und Berlin. Er war Mitglied der Studentenverbindungen VDSt Freiburg und VDSt Berlin. Ab 1910 war Baer in der badischen Innenverwaltung tätig, 1911 arbeitete er jedoch vorübergehend bei der Stadt Krefeld und 1911 in Johann Albrechtshöhe in Kamerun. Hier machte er auch als Angehöriger der Schutztruppe den Ersten Weltkrieg mit und geriet 1915 in britische Kriegsgefangenschaft. 1919 wurde er Amtmann im Bezirksamt Rastatt, ab 1920 war er im badischen Innenministerium tätig. 1927 wurde er Polizeidirektor in Freiburg, im März 1933 dann aus politischen Gründen beurlaubt. Im Dezember 1933 wurde er dann Landrat im Landkreis Rastatt, was er bis 1945 blieb. Am 12. Mai 1937 beantragte er die Aufnahme in die NSDAP und wurde rückwirkend zum 1. Mai desselben Jahres aufgenommen (Mitgliedsnummer 7.051.617).
Nach Kriegsende entließ die französische Militärregierung Baer, er wurde dann in den Wartestand versetzt und später pensioniert.
Paul Baer starb am 23. Oktober 1957 im Alter von 75 Jahren in Rastatt.